# Ben Stack
Ben Stack är ett berg i Storbritannien.   Det ligger i kommunen Highland och riksdelen Skottland, i den norra delen av landet, 800 km norr om huvudstaden London. Toppen på Ben Stack är 721 meter över havet.
Terrängen runt Ben Stack är huvudsakligen kuperad, men åt nordväst är den platt. Trakten runt Ben Stack är nära nog obefolkad, med mindre än två invånare per kvadratkilometer. Närmaste större samhälle är Kinlochbervie, 14,6 km norr om Ben Stack. Trakten runt Ben Stack består i huvudsak av gräsmarker.